# Андјелска Хора (Карлове Вари)
Андјелска Хора (чеш. Andělská Hora) је насељено мјесто са административним статусом сеоске општине (чеш. obec) у округу Карлове Вари, у Карловарском крају, Чешка Република.

## Становништво
Према подацима о броју становника из 2014. године насеље је имало 312 становника.